# Milan Čermák
Milan Čermák (* 24. prosince 1949) je bývalý český fotbalista, útočník, reprezentant Československa.

## Fotbalová kariéra
Za československou reprezentaci odehrál v letech 1974–1983 sedm utkání a vstřelil jeden gól (v přátelském zápase s Dánskem roku 1982). Jednou též startoval v reprezentační B mužstvu a jednou v olympijském výběru (1 gól). V lize odehrál 218 utkání a dal 36 branek. Hrál za Spartu Praha (1973–1977), Baník Ostrava (1977–1978) a Bohemians Praha (1978 - 1985). S Bohemians získal roku 1983 historický mistrovský titul, první a dosud jediný v dějinách klubu, a probojoval se s ní do semifinále Poháru UEFA. Se Spartou a Baníkem vybojoval Československý pohár (1976, 1978). 23x startoval v evropských pohárech (2 góly).

## Ligová bilance
| Ročník                                   | Zápasy | Góly | Klub            |
| ---------------------------------------- | ------ | ---- | --------------- |
| 1. československá fotbalová liga 1973/74 | 27     | 6    | Sparta Praha    |
| 1. československá fotbalová liga 1974/75 | 22     | 3    | Sparta Praha    |
| 2. československá fotbalová liga 1975/76 | -      | -    | Sparta Praha    |
| 1. československá fotbalová liga 1976/77 | 28     | 7    | Sparta Praha    |
| 1. československá fotbalová liga 1977/78 | 15     | 3    | Sparta Praha    |
| 1. československá fotbalová liga 1977/78 | 13     | 0    | Baník Ostrava   |
| 1. československá fotbalová liga 1978/79 | 12     | 2    | Bohemians Praha |
| 1. československá fotbalová liga 1979/80 | 23     | 1    | Bohemians Praha |
| Česká národní fotbalová liga 1980/81     | -      | -    | Poldi Kladno    |
| 1. československá fotbalová liga 1980/81 | 11     | 4    | Bohemians Praha |
| 1. československá fotbalová liga 1981/82 | 28     | 5    | Bohemians Praha |
| 1. československá fotbalová liga 1982/83 | 22     | 4    | Bohemians Praha |
| 1. československá fotbalová liga 1983/84 | 13     | 1    | Bohemians Praha |
| 1. československá fotbalová liga 1984/85 | 2      | 0    | Bohemians Praha |
| Česká národní fotbalová liga 1984/85     | 7      | 0    | SU Teplice      |
| Česká národní fotbalová liga 1985/86     | 2      | 0    | SU Teplice      |
| CELKEM 1. liga                           | 218    | 36   |                 |